# 空シュル
空シュル(? [CHAN] YOA:T?)は、マヤ・キリグア王朝第15代の王。カック・ティリウ・チャン・ヨアートの後継者として785年頃キリグアの王位についた。

## 生涯
「空シュル」王は、彼の父親と考えられている第14代の王カック・ティリウ・チャン・ヨアートの死後78日目に王位についた。 
彼の統治は785年頃からの10～15年間ほどであったとされている。その当時すでにマヤ文明は衰退の一途を辿っていたが、その中であっても彼は3体の獣形神や2基の祭壇を建設するなど精力的に活動を続けていた。彼は795年から800年の間に死去したとされており、後継にはキリグア王朝最後の統治者となるヒスイ空がついた。
「空シュル」王の名は一部判明しておらず、「空シュル」はあくまで便宜上付けられた名前である。